# Johannes Rydzek
Johannes Rydzek (* 9. prosince 1991, Oberstdorf) je německý sdruženář. Narodil se v Oberstdorfu, kde také s lyžováním ve svých pěti letech začal v místním klubu SC Oberstdorf.

## Závodnická kariéra

### Světový pohár
V roce 2008 vstoupil ve finském Kuusamu do světového poháru. Doposud se mu podařilo vyhrát čtrnáct individuálních závodů (zatím poslední 5. února 2017 v korejském Pchjongčchangu) a s německým týmem i sedm závodů družstev (naposledy 2. prosince 2016 v norském Lillehammeru).

#### Individuální vítězství
| Datum              | Místo         | Disciplína     |
| ------------------ | ------------- | -------------- |
| 12. března 2011    | Lahti         | HS134 / 15 km  |
| 28. února 2014     | Lahti         | HS142 / 15 km  |
| 6. března 2014     | Trondheim     | HS128 / 7,5 km |
| 8. března 2014     | Oslo          | HS96 / 7,5 km  |
| 29. listopadu 2014 | Seefeld       | HS100 / 7,5 km |
| 23. února 2016     | Kuusamo       | HS142 / 10 km  |
| 26. listopadu 2016 | Kuusamo       | HS142 / 10 km  |
| 27. listopadu 2016 | Kuusamo       | HS142 / 10 km  |
| 17. prosince 2016  | Ramsau        | HS98 / 10 km   |
| 21. ledna 2017     | Chaux-Neuve   | HS118 / 10 km  |
| 27. ledna 2017     | Seefeld       | HS109 / 5 km   |
| 28. ledna 2017     | Seefeld       | HS109 / 10 km  |
| 4. února 2017      | Pchjongčchang | HS140 / 10 km  |
| 5. února 2017      | Pchjongčchang | HS140 / 10 km  |

#### Vítězství v závodech družstev
| Datum            | Místo       | Disciplína       |
| ---------------- | ----------- | ---------------- |
| 3. února 2013    | Soči        | HS140 / 4x5 km   |
| 9. března 2013   | Lahti       | HS142 / 2x7,5 km |
| 25. ledna 2014   | Oberstdorf  | HS137 / 4x5 km   |
| 3. ledna 2015    | Schonach    | HS106 / 4x5 km   |
| 7. března 2015   | Lahti       | HS142 / 2x7,5 km |
| 20. února 2016   | Lahti       | HS142 / 2x7,5 km |
| 2. prosince 2016 | Lillehammer | HS100 / 4x5 km   |

### Olympijské hry
- Pchjončchang 2018: 1. místo v závodu družstev (velký můstek / 4x5 km)
- Pchjončchang 2018: 1. místo v závodu jednotlivců (velký můstek / 10 km)
- Vancouver 2010: 3. místo v závodu družstev (velký můstek / 4x5 km)
- Vancouver 2010: 28. místo v závodu jednotlivců (střední můstek / 10 km)
- Soči 2014: 2. místo v závodu družstev (velký můstek / 4x5 km)
- Soči 2014: 8. místo v závodu jednotlivců (velký můstek / 10 km)

### Mistrovství světa
- Oslo 2011: 2. místo v závodu jednotlivců (velký můstek / 10 km)
- Oslo 2011: 2. místo v závodu družstev (velký můstek / 5 km)
- Oslo 2011: 2. místo v závodu družstev (střední můstek / 5 km)
- Oslo 2011: 4. místo v závodu jednotlivců (střední můstek / 10 km)

- Val die Fiemme 2013: 10. místo v závodu jednotlivců (velký můstek / 10 km)
- Val die Fiemme 2013: 30. místo v závodu jednotlivců (střední můstek / 10 km)

- Falun 2015: 1. místo v závodu jednotlivců (střední můstek / 10 km)
- Falun 2015: 1. místo v závodu družstev (střední můstek / 4x5 km)
- Falun 2015: 2. místo v týmovém sprintu (velký můstek / 2x7,5 km)
- Falun 2015: 3. místo v závodu jednotlivců (velký můstek / 10 km)